# زراكنة (أولاد جموح)
زراكنة هو دُوَّار يقع بجماعة أولاد داود، إقليم تاونات، جهة فاس مكناس في المملكة المغربية. ينتمي الدوّار لمشيخة أولاد جموح التي تضم 19 دوار. يقدر عدد سكانه بـ 391 نسمة حسب الإحصاء الرسمي للسكان والسكنى لسنة 2004.

## روابط خارجية
- البوابة الوطنية للجماعات الترابية نسخة محفوظة 12 مارس 2018 على موقع واي باك مشين.
- المندوبية السامية للتخطيط